# Đội Cứu Hộ Trên Không
Đội Cứu Hộ Trên Không (Tiếng trung phồn thể: 隨時候命) là một bộ phim truyền hình hàng không của Hồng Kông do TVB sản xuất và được phát sóng trên kênh TVB Jade từ ngày 21 tháng 11 đến ngày 30 tháng 12 năm 2005
Loạt phim tập trung vào Dịch vụ bay của Chính phủ (Hồng Kông), chịu trách nhiệm về tìm kiếm cứu nạn (SAR), cứu thương trên không, cứu hỏa và hỗ trợ hoạt động cảnh sát. Đôi khi người xem cho rằng đó là sự kết hợp của  Liệt hỏa hùng tâm  và  Bao la vùng trời .

## Tóm tắt nội dung
Lên xuống mào và máng,
Trong và ngoài sóng và biển,
Dịch vụ bay của Chính phủ cứu mạng người.
- Matthew Cao Khắc Phong (Trịnh Y Kiện) là một phần của chỉ huy đội bay thứ hai của Cơ quan Hàng không Chính phủ (GFS). Anh có bạn gái Carrie Khương Hữu Lam (Xa Thi Mạn), người đã hôn mê ba năm vì một tai nạn xe hơi. Cuối cùng cô cũng tỉnh dậy sau cơn hôn mê và hồi phục trí nhớ một cách nhanh chóng với sự giúp đỡ chu đáo của Matthew. Matthew là một chỉ huy phi hành đoàn, người luôn làm nhiệm vụ cứu hộ trên không thông qua một sợi dây thả xuống gắn với trực thăng GFS.
- Carrie Khương Hữu Lam (Xa Thi Mạn), bạn gái của Matthew, người bị hôn mê trong 3 năm và cuối cùng cũng tỉnh dậy sau những nỗ lực không ngừng và cảm động của Matthew. Tuy nhiên, Carrie không thể chấp nhận tất cả những thay đổi trong 3 năm hôn mê của mình và hiển nhiên là từ chối Matthew. Nhưng sau nhiều đấu tranh và suy nghĩ, cô nhận ra điểm mạnh của Matthew và quyết định rằng cô nên bắt đầu lại và cho anh ta một cơ hội. Trước khi hôn mê, Carrie là một bác sĩ trong khoa A&E của một bệnh viện, tuy nhiên nhờ một sự may mắn, cô đã gia nhập GFS với tư cách là một bác sĩ hàng không trên chiếc trực thăng cùng với Matthew. Bạn của Matthew, Benjamin Diệp Thanh Vân (Lâm Bảo Di) là phi công chỉ huy đầu tiên của GFS trở thành bạn tốt với Carrie và họ bắt đầu một mối quan hệ mới.
- Nikki Châu Tiểu Quyên (Dương Tư Kỳ) là một nhân viên tháp không lưu GFS điều khiển các lệnh ATC của máy bay trực thăng GFS. Cô ấy sử dụng xe lăn. Cô ấy phấn đấu để hướng tới cuộc sống tích cực. Cô luôn gây gổ với Kelvin nhưng luôn bí mật cho anh những lời khuyên quý giá. Từng yêu Benjamin nhưng nhận ra rằng Ben không có tình cảm với mình, cô quyết định chấm dứt "tình yêu thần tượng" đối với anh.
- Sandra Thi Sở Kỳ (Chung Gia Hân) là một nhân viên mới được tuyển dụng dưới sự cố vấn của Matthew. Ban đầu họ có những khác biệt nhưng cuối cùng bắt đầu mối quan hệ sau khi Matthew và Carrie chia tay.
- Kelvin Tưởng Gia Nặc (Lê Nặc Ý) là một phi công lo lắng và nhút nhát. Anh ấy sợ hãi khi thực hành thời gian thực do người cố vấn của anh ấy, Benjamin thực hiện. Tuy nhiên, với nhiều kiên nhẫn và hướng dẫn, Kelvin có thể từ từ vượt qua nó. Tại một thời điểm, anh ấy yêu thầm Sandra và phải thường xuyên tìm kiếm sự giúp đỡ từ Nikki. Nhưng với một sự thay đổi của cốt truyện, Kelvin nhút nhát trở nên yêu Nikki.

Trong một nhiệm vụ, Benjamin và học trò Kelvin Tưởng Gia Nặc (Lê Nặc Ý) bay qua một trạm xăng bất hợp pháp đột ngột phát nổ và làm trực thăng rơi xuống biển. Tất cả thành viên đều được cứu trừ Benjamin. Do sương mù dày đặc, việc tìm kiếm Benjamin bị hủy bỏ và chỉ có thể được tiến hành cho đến ngày hôm sau. GFS tìm kiếm từ cao đến thấp cho Benjamin và cuối cùng anh ấy cũng được tìm thấy.
Cuối cùng thì Matthew và Sandra cũng ở bên nhau, Derek (một thực tập sinh) và em gái của Matthew ở bên nhau, Carrie và Ben ở cùng nhau và Nikki và Kelvin ở cùng nhau.

## Diễn viên
| Diễn viên                | Vai                              | Mô tả |
| Trịnh Y Kiện             | Cao Khắc Phong (Matthew) 高可風  | Tư lệnh Phi hành đoàn thứ hai của GFS Bạn trai cũ của Khương Hữu Lam. Bạn trai của Thi Sở Kỳ. Cha đỡ đầu của Jacky. |
| Lâm Bảo Di               | Diệp Thanh Vân (Benjamin) 葉青雲 | Phi công chỉ huy thứ nhất của GFS. Bạn trai của Khương Hữu Lam. Bố của Jacky.                                       |
| Xa Thi Mạn               | Khương Hữu Lam (Carrie) 康友嵐   | Bác sĩ GFS Bạn gái cũ của Cao Khắc Phong. Bạn gái của Diệp Thanh Vân.                                               |
| Dương Tư Kỳ              | Châu Tiểu Quyên (Nikki) 周小娟   | Người điều khiển GFS bạn gái của Tưởng Gia Nặc.                                                                     |
| Chung Gia Hân            | Thi Sở Kỳ (Sandra) 施楚淇        | Thành viên GFS Bạn gái của Cao Khắc Phong.                                                                          |
| Lê Nặc Ý                 | Tưởng Gia Nặc (Kelvin) 蔣加諾    | Phi công chỉ huy thứ hai của GFS Bạn trai của Châu Tiểu Quyên.                                                      |
| Tư Đồ Thụy Kỳ (司徒瑞祈) | Thích Chí Cần 戚志勤             | Cha dượng của Lai Siu. Bạn trai của Kon Hor-oi.                                                                     |
| Ngao Gia Niên            | Khương Hữu Hoa 康友華            | Thành viên GFS. Anh trai của Khương Hữu Lam                                                                         |
| Nghệ Oai (艾威)          | Diêu Đức Cường 姚德強            | Thành viên GFS |
| Trần Sơn Thông           | Tiêu Chí Minh 蕭志明             | Thành viên GFS |
| Huỳnh Đức Bân            | Tăng Triệu Luân 曾兆倫           | Thành viên GFS |
| Diêu Tử Linh             | Cao Khả Ái 高可愛                | Em gái của Cao Khắc Phong. Bạn gái của Thích Chí Cần                                                                |
| Hứa Thiệu Hùng           | Cao Dụ Xương 高裕昌              | Cao Khắc Phong và bố của Cao Khả Ái.                                                                                |

## Giải thưởng và đề cử

### Giải thưởng
Giải Thường niên TVB lần thứ 39 (2005)
- "Nữ diễn viên phụ xuất sắc nhất" (Dương Tư Kỳ - Nikki Châu Tiểu Quyên)

### Đề cử
Giải Thường niên TVB lần thứ 39 (2005)
- "Phim hay nhất"
- "Nam diễn viên chính xuất sắc nhất" (Trịnh Y Kiện - Matthew Cao Khắc Phong)
- "Nữ diễn viên phụ xuất sắc nhất" (Dương Tư Kỳ - Nikki Châu Tiểu Quyên)